# Adzhi-Bogdo
Adzhi-Bogdo (укр. Аджі-Богдо (камінь)) — метеорит-хондрит масою 910 грамів. Знайдений 30 жовтня 1949 року, в Гобі-Алтай, Монголія. Класифікація: LL3.